# Treasure Box (album)
Albums de T-ara
Jewelry Box
(2012) Gossip Girls
(2014)
Singles
Treasure Box est le 2e album de T-ara, sorti au Japon le 7 août 2013. Il sort au format CD édition Pearl, CD+DVD+Photobook diamond et CD+DVD sapphire.  Il arrive 4e à l'Oricon. Il se vend à 18 814 exemplaires la première semaine et reste classé 9 semaines pour un total de 27 695 exemplaires vendus.

## Liste des titres
| 1.  | Sexy Love (Japanese ver.)                                                                   |  |
| 2.  | Day By Day (Japanese ver.)                                                                  |  |
| 3.  | Bye Bye (Japanese ver.)                                                                     |  |
| 4.  | Hajimete no You ni (Japanese ver.) (初めてのように)                                         |  |
| 5.  | Bunny Style! (バニスタ！)                                                                   |  |
| 6.  | Sign (So Yeon & Ahreum)                                                                     |  |
| 7.  | Shabondama no Yukue (Boram & Qri) (シャボン玉のゆくえ)                                      |  |
| 8.  | Dangerous Love (Eun Jung & Hyo Min & Ji Yeon)                                               |  |
| 9.  | Target                                                                                      |  |
| 10. | Asonde Miru? (Japanese ver.) (遊んでみる?)                                                  |  |
| 11. | Deja-vu                                                                                     |  |
| 12. | Beautiful Sniper                                                                            |  |
| 13. | Kimi wa Boku no Takaramono ~Happy Birthday to you~ (キミは僕の宝物 ~Happy Birthday to you~) |  |

| 1. | T-ARA Every Day (Director's Cut) |  |

| 1. | Sexy Love (Japanese ver.) (PV)            |  |
| 2. | Sexy Love (Japanese ver.) (PV Dance Ver.) |  |
| 3. | Day By Day (Japanese ver.) (PV)           |  |
| 4. | Bunny Style! (PV)                         |  |
| 5. | Target (PV)                               |  |